# 수트리의 기증

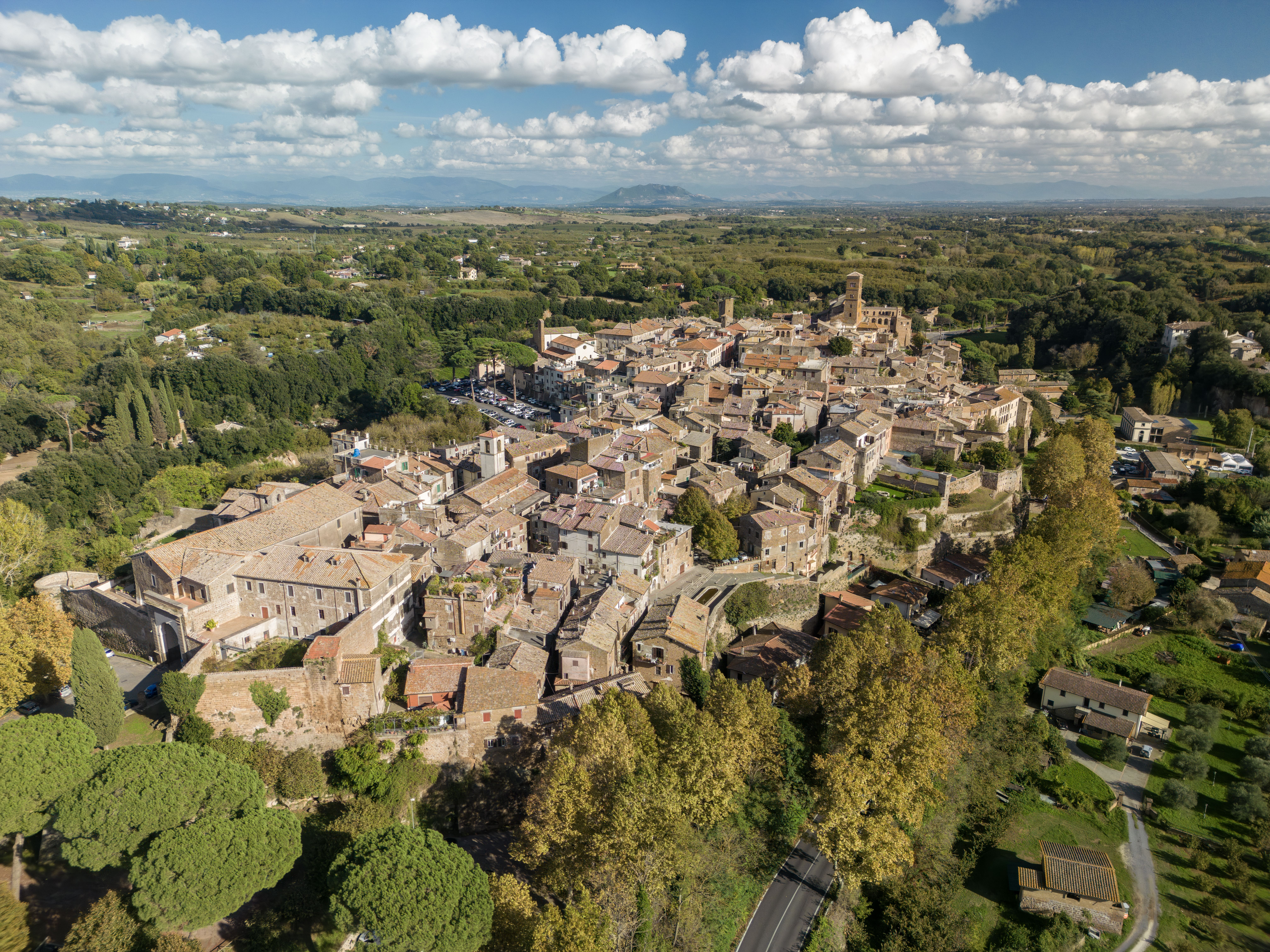
수트리의 모습

수트리의 기증(Donation of Sutri)은 728년 교황 그레고리오 2세가 롬바르드 왕 리우트프란드로부터 수트리를 매입한 협정을 말한다. 협정에 따라 수트리 시 전체와 라티움의 몇몇 구릉도시에 대한 소유권이 교황에게 넘어갔으며, 교황 연대표의 표현에 따르면 ‘복된 사도 베드로와 바오로에게 선물로 바쳐졌다.’ 역사상 이 일은 기존의 로마 공국을 넘어 교황의 영토를 넓힌 최초의 사건이었으며, 교황령의 역사적 토대가 되었다.

## 같이 보기
- 콘스탄티누스의 기증
- 피핀의 기증